# Evelyne Bignell
Pour les articles homonymes, voir Bignell.
Evelyne Bignell ou Éveline Bignell, née le 21 avril 1896 à Limoilou et décédée le 16 décembre 1989 à Sillery, est une infirmière canadienne, originaire du Québec. Elle est la première « garde-malade » connue du réseau de dispensaires établis dans la province de Québec dans les années 1920 et 1930.

## Histoire
Evelyne Bignell nait en 1896 à Limoilou. Elle est la plus jeune fille de l'arpenteur Frank Hector Bignell et de Marie-Caroline Emma Cadieux et est la petite-fille de l'arpenteur John Bignell.
En 1925, elle souhaite ardemment travailler au service des populations isolées de la Côte-Nord. Elle écrit au père Garnier en poste sur la Côte-Nord, qui l'incite à se spécialiser en soins infirmier et en obstétrique. À la suite de leurs revendications et grâce au soutien du Dr Lessard, directeur de l'assistance publique, le gouvernement accepte d'établir un dispensaire médical à Rivière-au-Tonnerre. Après une formation intensive à Québec, elle emménage le 26 août 1926, en compagnie de ses parents.
Si au cours de ses premiers mois d'existence, les dépenses du dispensaire inquiètent le Dr Lessard, les résultats sont satisfaisants. Les dispensaires se multiplient sur la Côte-Nord au cours des années suivantes et ce système qui vise à offrir des services de santé minimaux aux populations isolées va s'étendre dans les régions de colonisation au cours de la Grande Dépression.
Au cours de son service en milieu isolés, Évelyne Bignell est appelée à réaliser des actes alors réservés aux médecins : accouchements, opérations, campagnes de vaccination. Les besoins sont grands et elle s'adjoint les services d'une deuxième infirmière, Antonia Roy. Les visites aux malades se font alors en traîneaux à chiens, en canot ou en goélette. Évelyne Bignell œuvre pendant trois ans à Rivière-au-Tonnerre. En 1929 elle s'installe à Moisie, puis à Aguanish en 1936, œuvrant toujours comme infirmière de dispensaire. Après un séjour en Sanatorium en 1940, elle quitte la Côte-Nord pour travailler au Canton Antoine, au lac Saint-Jean.
Elle décède le 16 décembre 1989 à Sillery à l'âge de 93 ans,.

## Toponymie
La rue Evelyne-Bignelle à Sept-Îles est nommée en son honneur.

## Archives
Les archives d'Evelyne Bignell sont conservées chez Bibliothèque et Archives nationales du Québec, à Sept-Îles.